# Albella y Planillo
Albella y Planillo fue un municipio español de la provincia de Huesca.

## Toponimia
El municipio se conoció primero como «Abella y Planillo» y luego como «Albella y Planillo».

## Historia
Hacia mediados del siglo XIX, el municipio tenía contabilizada una población de 143 habitantes. Aparece descrito en el primer volumen del Diccionario geográfico-estadístico-histórico de España y sus posesiones de Ultramar de Pascual Madoz con las siguientes palabras:

ABELLA Y PLANILLO: l. de la prov. de Huesca (19 1/2 leg.) part. jud. de Boltaña (1 1/2), adm. de rent. de Barbastro (9 1/2), aud. terr. y c. g. de Zaragoza (22 1/2), dióc. de Jaca: constituyen el pueblo dos pequeños barrios que cada uno de ellos lleva su nombre respectivo; ambos están sit. casi tocando entre sí en el declive de un montecito donde les baten los vientos del N.; disfrutan de clima muy saludable. Forman ayuntamiento con las pardinas de Villamonte, Tuartas y Brotillo; entre ambos cuentan 23 casas con mas la municipalidad, en la cual se halla la carcel pública. En cada uno hay una igl. componiendo ambas una parr. comun; el cura párroco reside indistintamente en el uno ó en el otro. Separada de ambas pobl. está una ermita á la cual suelen concurrir los hab. en romeria en ciertas solemnidades; en varias direcciones no lejos de los cas. se encuentran fuentes de buana agua para el servicio doméstico y abrevadero de los ganados. Confina el term., comprendidas en él las pardinas arriba mencionadas, por el N. con el de Siquerre dist. 1/4 de hora, por el E. con el de Janobas á medio cuarto, por el S. con el de S. Felices á 1/8, y por el O. á 1 hora con el de Laguarta. El terreno es de mediana calidad, húmedo y bastante productivo, si bien causan notable deterioro en las tierras los barrancos que en las grandes avenidas descienden impetuosos desde lo alto de los montes. Cria abundantes yerbas de pasto y bosques que daban antes del incendio ocurrido á principios del siglo, buena madera para la construccion de edificios. Prod. trigo, centeno, avena, mijo, legumbres, hortalizas, patatas, cáñamo, lino, ganado lanar y cabrio. Pobl. 23 vec: 143 alm.; contr. 2019 rs. 13 mrs.
(Madoz, 1845, p. 48)

El municipio de Albella y Planillo desapareció de cara al censo de 1897 y el territorio pasó a formar parte del de Albella y Jánovas.

## Demografía
| Gráfica de evolución demográfica de Albella y Planillo entre 1842 y 1887 |
| |
| Población de derecho según los censos de población del INE Población de hecho según los censos de población del INEEntre el censo de 1857 y el anterior, crece el término del municipio porque incorpora a Lacort, Lavelilla, Ligüerre de Ara, San Felices Entre el censo de 1897 y el anterior, este municipio desaparece porque se agrupa en el municipio Albella y Jánovas |